# كيم يوون جون
كيم يوون جون (12 مارس 1981 بكوريا الجنوبية - ) هو لاعب كرة قدم كوري جنوبي في مركز الهجوم. لعب مع إنتشون يونايتد وبوهانغ ستيلرز وجونبك هيونداي موتورز ونادي جنوب الصين ونادي سونغنام وGoyang KB Kookmin Bank FC ‏ وYongin City FC ‏.

## وصلات خارجية
- كيم يوون جون على موقع دوري كوريا الجنوبية (الإنجليزية)
- كيم يوون جون على موقع Soccerway.com (الإنجليزية)